# Limosina umbrosa
Limosina umbrosa är en tvåvingeart som först beskrevs av Richards 1968.  Limosina umbrosa ingår i släktet Limosina och familjen hoppflugor. Inga underarter finns listade i Catalogue of Life.